# Långed
För Långed i Dalsland, se Dals Långed
Långed är en by, sedan 2015 klassad som en småort, i Nordmalings distrikt (Nordmalings socken) i Nordmalings kommun, Västerbottens län (Ångermanland). Byn ligger på östra sidan av Öreälven vid Länsväg 574, nära vägskälet där denna väg ansluter till Länsväg 515 mellan Håknäs och Brattfors, två kilometer norr om Europaväg 4 och cirka 12 kilometer österut från tätorten Nordmaling.